# Paris–Roubaix 2025
Paris–Roubaix 2025 war die 122. Austragung des französischen Eintagesrennens. Das Rennen fand am 13. April statt und ist Teil der UCI WorldTour 2025. Paris-Roubaix gehört wie Mailand–Sanremo, die Flandern-Rundfahrt, Lüttich–Bastogne–Lüttich und Il Lombardia zu den Monumenten des Radsports. Das Frauenrennen, Paris–Roubaix Femmes, findet einen Tag zuvor am 12. April 2025 statt.
Der Sieg ging zum dritten Mal in Folge an den Niederländer Mathieu van der Poel (Alpecin-Deceuninck), der sich 38 Kilometer vor dem Ziel im Abschnitt Pont-Thibaut à Ennevelin von dem Slowenen Tadej Pogačar (UAE Team Emirates-XRG). Der Weltmeister war bei seinem Paris–Roubaix-Debüt in einer Rechtskurve zu Sturz gekommen beendete das Rennen jedoch dennoch mit einem Rückstand von einer Minute und 18 Sekunden als Zweiter. Platz drei ging im Sprint aus einer kleinen Gruppe an den Dänen Mads Pedersen (Lidl-Trek). Sein Rückstand betrug schlussendlich zwei Minuten und elf Sekunden.

## Teilnehmende Mannschaften und Fahrer
Neben den 18 UCI WorldTeams gingen auch 7 UCI ProTeams bei dem Rennen an den Start. Für jede Mannschaft sind sieben Fahrer startberechtigt.
Mit Mathieu van der Poel (Alpecin-Deceuninck), Dylan van Baarle (Team Visma-Lease a Bike) starteten zwei ehemalige Sieger bei der 122. Austragung.
Als Favorit der vorläufigen Startliste galt der zweifache Sieger und Titelverteidiger Mathieu van der Poel (Alpecin-Deceuninck), der im Jahr 2025 bereits Mailand–Sanremo gewonnen hatte und Dritter der Flandern-Rundfahrt geworden war. Dazwischen setzte er sich bei der E3 Saxo Classic nach einem Solo über 39 Kilometer durch. Ebenfalls am Start stand soll sein Teamkollege Jasper Philipsen, der die letzten beiden Austragungen hinter Mathieu van der Poel auf dem zweiten Rang beendet hatte und als einer der endschnellsten Fahrer galt. In der laufenden Saison hatte der Belgier Kuurne–Brüssel–Kuurne gewonnen und beendete den Omloop Het Nieuwsblad auf dem Dritten Platz. Nach einem Jahr Abwesenheit kehrte auch Wout van Aert (Team Visma-Lease a Bike) zu der Königin der Klassiker zurück, nachdem er die vorangegangene Austragung aufgrund von Sturzverletzungen verpasst hatte. Nach einem enttäuschenden Frühjahr setzte der zwischenzeitlich 30-jährige Belgier mit Platz zwei bei Dwars door Vlaanderen und Platz vier bei der Flandern-Rundfahrt ein Zeichen. Mit Dylan van Baarle, einem früheren Sieger des Rennens, und dem U23-Weltmeister Niklas Behrens konnte er zudem auf ein starkes Team bauen. Für besonders großes Aufsehen sorgte der amtierende Weltmeister Tadej Pogačar (UAE Team Emirates-XRG), der erstmals bei Paris–Roubaix an den Start ging. Er war somit der erste amtierende Tour-de-France-Sieger seit Eddy Merckx im Jahr 1975, der am Rennen in der Hölle des Nordens teilnahm. Der Slowene reiste als Sieger der Flandern-Rundfahrt an und konnte zuvor bereits die UAE Tour und Strade Bianche gewinnen, ehe er als Dritter auf dem Podium von Mailand–Sanremo stand.
Ebenfalls zu den Favoriten zählte der Däne Mads Pedersen (Lidl-Trek), der in der laufenden Saison zum dritten Mal Gent–Wevelgem gewonnen hatte und zuletzt hinter Tadej Pogačar Zweiter der Flandern-Rundfahrt geworden war. Ebenfalls im Aufgebot der US-amerikanischen Mannschaft befanden sich Jasper Stuyven und Jonathan Milan, wobei letzterer bereits fünf Saisonsiege feiern hatte können und auf dem Podium der Classic Brugge-De Panne und Gent–Wevelgem stand. Die Ineos Grenadiers entsandten mit Filippo Ganna, dem Zweiten von Mailand–Sanremo, und dem 21-jährigen Joshua Tarling ebenfalls zwei Mitfavoriten. Weitere nennenswerte Fahrer waren: Stefan Küng (Groupama-FDJ), Biniam Girmay, Laurenz Rex (Intermarché-Wanty), Matej Mohorič, Fred Wright (beide Bahrain Victorious), Iván García Cortina (Movistar Team), Tim Merlier, Yves Lampaert (beide Soudal Quick-Step), Laurence Pithie, Oier Lazkano, Jordi Meeus (alle Red Bull-Bora-hansgrohe), Davide Ballerini, Mike Teunissen (beide XDS Astana Team), Alexander Kristoff, Søren Wærenskjold (beide Uno-X Mobility), Kasper Asgreen (EF Education-EasyPost), Alec Segaert (Lotto), Oliver Naesen (Decathlon AG2R La Mondiale Team) und Arnaud Démare (Arkéa-B&B Hotels).
Bekannte Nicht-Starter waren Thomas Pidcock (Q36.5 Pro Cycling Team), Christophe Laporte (Team Visma-Lease a Bike), Alberto Bettiol (XDS Astana Team) und der ehemalige Sieger John Degenkolb (Team Picnic PostNL).
| UCI WorldTeams | UCI WorldTeams                  | UCI WorldTeams | UCI WorldTeams          | UCI WorldTeams | UCI WorldTeams          | UCI ProTeams | UCI ProTeams           |
| -------------- | ------------------------------- | -------------- | ----------------------- | -------------- | ----------------------- | ------------ | ---------------------- |
| ADC            | Alpecin-Deceuninck              | IGD            | Ineos Grenadiers        | DFP            | Team Picnic PostNL      | IPT          | Israel-Premier Tech    |
| ARK            | Arkéa-B&B Hotels                | GFC            | Intermarché-Wanty       | TVL            | Team Visma-Lease a Bike | LOT          | Lotto                  |
| TBV            | Bahrain Victorious              | LTK            | Lidl-Trek               | UAD            | UAE Team Emirates-XRG   | Q36          | Q36.5 Pro Cycling Team |
| COF            | Cofidis                         | MOV            | Movistar Team           | XAT            | XDS Astana Team         | TEN          | TotalEnergies          |
| DAT            | Decathlon AG2R La Mondiale Team | RBH            | Red Bull-Bora-hansgrohe |                |                         | TUD          | Tudor Pro Cycling Team |
| EFE            | EF Education-EasyPost           | SOQ            | Soudal Quick-Step       |                |                         | RKT          | Unibet Tietema Rockets |
| GFC            | Groupama-FDJ                    | JAY            | Team Jayco AlUla        |                |                         | UXM          | Uno-X Mobility         |

## Streckenführung
Die Strecke führte über 259,2 km von Compiègne über 30 Kopfsteinpflaster-Sektoren (insgesamt 55,3 Kilometer) nach Roubaix. Wie bei den vorangegangenen Austragungen wurden die Sektoren absteigend nummeriert, wobei die Kategorisierung nach dem Schwierigkeitsgrad (5 Sterne = höchste Schwierigkeit) ebenfalls absteigend erfolgte. Im Vergleich zum Vorjahr veränderte sich die Streckenführung nur geringfügig.
Der neutralisierte Start erfolgte vor dem Schloss Compiègne auf dem Place Général de Gaulle. Anschließend führte die Strecke Richtung Norden, wo der offizielle Start auf der D130 erfolgte. Nach der Durchfahrung von Saint-Quentin erreichten die Fahrer nach rund 100 Kilometern die erste Kopfsteinpflaster-Passage zwischen Troisvilles und Inchy (Sektor 30). Nach zwei weiteren Sektoren wurde anders als im Vorjahr das Pavé von Saint-Python (Sektor 27) befahren. Ebenfalls neu im Programm war eine Kombination aus fünf Abschnitten (Sektoren 25-21), die im Süden von Valenciennes innerhalb von wenigen Kilometern befahren wurden. Im Anschluss ging es zum Sektor Haveluy à Wallers, von wo aus die Strecke unverändert verlief.
Der erste von insgesamt drei Sektoren der höchsten Kategorie (5 Sterne) wurde traditionell mit dem berüchtigten Sektor Trouée d’Arenberg (Sektor 19) nach 161,3 gefahrenen Kilometern erreicht. Anders als in den vergangenen Jahren erfolgte die Zufahrt nicht auf geradem Weg über die D313, sondern über eine Umleitung, die die Fahrer auf die schmalere Rue de Croy leitete. Der Trouée d’Arenberg führte meist zu einer Vorselektion im Fahrerfeld, ehe auf den anschließenden 44,4 Kilometern sieben weitere Sektoren folgten. Danach erfolgte bei Mons-en-Pévèle der zweite Sektor der höchsten Kategorie, der 48,6 Kilometer vor dem Ziel in Angriff genommen wurde. Mit einer Länge von drei Kilometern war die leicht ansteigende Passage einer der längsten Sektoren der 122. Austragung. Danach folgten drei leichtere Sektoren, ehe das Finale rund 30 Kilometer vor dem Ziel in Cysoing eröffnet wurde.
Im Finale mussten auf rund 13 Kilometern fünf Sektoren befahren werden, wobei der vorletzte dieser Serie, der Carrefour de l’Arbre (Sektor 4), traditionell den letzten 5-Sterne-Sektor darstellte. Er wurde 17,1 Kilometer vor dem Ziel erreicht und beinhaltete mehrere Kurven, ehe er nach 2,1 Kilometern endete und direkt in den leichteren Sektor von Gruson (Sektor 3) führte. Die letzten 13,7 Kilometer wiesen mit dem vorletzten Sektor (Willems à Hem) nur noch geringe Schwierigkeiten auf. Nachdem der letzte Sektor in Roubaix absolviert worden war, erreichen die Fahrer die Radrennbahn von Roubaix, auf der eineinhalb Runden zurückgelegt werden mussten.
| #  |                                     | Kilometer | Länge (km) | Schwierigkeit |
| -- | ----------------------------------- | --------- | ---------- | ------------- |
| 30 | Troisvilles à Inchy                 | 95,8      | 2,2        | ★★★           |
| 29 | Viesly à Quiévy                     | 102,3     | 1,8        | ★★★           |
| 28 | Quiévy à Saint-Python               | 104,9     | 3,7        | ★★★★          |
| 27 | Saint-Python                        | 109,6     | 1,5        | ★★            |
| 26 | Vertain à Saint-Martin-sur-Écaillon | 116,7     | 2,3        | ★★★           |
| 25 | Verchain-Maugré à Quérénaing        | 128       | 1,6        | ★★★           |
| 24 | Quérénaing à Artres                 | 130,9     | 1,3        | ★★            |
| 23 | Artres à Famars                     | 133,8     | 1,2        | ★★★           |
| 22 | Quérénaing à Maing                  | 138,5     | 2,5        | ★★★           |
| 21 | Maing à Monchaux-sur-Écaillon       | 141,6     | 1,6        | ★★★           |
| 20 | Haveluy à Wallers                   | 154,5     | 2,5        | ★★★★          |
| 19 | Trouée d’Arenberg                   | 163,9     | 2,3        | ★★★★★         |
| 18 | Wallers à Hélesmes                  | 170       | 1,6        | ★★★           |
| 17 | Hornaing à Wandignies-Hamage        | 176,8     | 3,7        | ★★★★          |
| 16 | Warlaing à Brillon                  | 184,2     | 2,4        | ★★★           |
| 15 | Tilloy à Sars-et-Rosières           | 187,7     | 2,4        | ★★★★          |
| 14 | Beuvry-la-Forêt à Orchies           | 194,1     | 1,4        | ★★★           |
| 13 | Orchies                             | 199,1     | 1,7        | ★★★           |
| 12 | Auchy-lez-Orchies à Bersée          | 205,2     | 2,7        | ★★★★          |
| 11 | Mons-en-Pévèle                      | 210,6     | 3          | ★★★★★         |
| 10 | Mérignies à Avelin                  | 216,7     | 0,7        | ★★            |
| 9  | Pont-Thibaut à Ennevelin            | 220       | 1,4        | ★★★           |
| 8  | L'Épinette                          | 225,4     | 0,2        | ★             |
| 8  | Moulin-de-Vertain                   | 226       | 0,5        | ★★            |
| 7  | Cysoing à Bourghelles               | 232,4     | 1,3        | ★★★           |
| 6  | Bourghelles à Wannehain             | 234,9     | 1,1        | ★★★           |
| 5  | Camphin-en-Pévèle                   | 239,4     | 1,8        | ★★★★          |
| 4  | Carrefour de l’Arbre                | 242,1     | 2,1        | ★★★★★         |
| 3  | Gruson                              | 244,4     | 1,1        | ★★            |
| 2  | Willems à Hem                       | 251,1     | 1,4        | ★★            |
| 1  | Espace Charles Crupelandt           | 257,8     | 0,3        | ★             |
|    | Ziel                                | 259,2     | 55,3       |               |

## Rennverlauf und Ergebnis

### Frühe Rennphase
Die Fahrer gingen bei bedecktem Himmel und Temperaturen von rund 13 Grad Celsius an den Start. In der Nacht zuvor hatte es geregnet, weshalb die Pavé-Sektoren teilweise nass waren. Nach anfänglichen Angriffen löste sich nach rund 22 Kilometern eine neun Fahrer umfassende Ausreißergruppe, in der Oier Lazkano (Red Bull-Bora-hansgrohe), Kim Heiduk (Ineos Grenadiers), Jonas Rutsch (Intermarché-Wanty), Max Walker (EF Education-EasyPost), Jelte Krijnsen (Jayco AlUla), Markus Hoelgaard (Uno-X Mobility), Jasper De Buyst (Lotto), Rory Townsend (Q36.5) und Abram Stockman (Unibet Tietema Rockets) vertreten waren. Die Spitzengruppe fuhr einen maximalen Vorsprung von rund drei Minuten heraus.

### Erste Pavé-Sektoren
Noch vor den ersten Kopfsteinpflaster-Abschnitten kam es im Hauptfeld zu mehreren Stürzen, wobei einige Fahrer das Rennen frühzeitig aufgaben. Auch Wout van Aert (Visma-Lease a Bike), Jasper Philipsen (Alpecin-Deceuninck), Matej Mohorič (Bahrain Victorious) und Laurence Pithie (Red Bull-Bora-hansgrohe) kamen zu Sturz und erreichten den ersten Sektor daher im hinter Teil des Feldes. Der erste der 30 Sektoren wurde nach fast 100 Kilometern in Angriff genommen. Auf dem ersten Sektor fiel Filippo Ganna (Ineos Grenadiers) mit einem Reifenschaden zurück, während sich das Hauptfeld in die Länge zog und später in mehrere Gruppen zerfiel. Jasper Philipsen und Filippo Ganna befanden sich nun in einer abgehängten Gruppe, während die Alpecin-Deceuninck-Mannschaft um Mathieu van der Poel das Tempo weiter hochhielt. Der Vorsprung der Ausreißergruppe war unterdessen auf rund zwei Minuten geschmolzen. Nach einem Massensturz, in den auch Alexander Kristoff und Rasmus Tiller (beide Uno-X Mobility) involviert waren, schlossen Jasper Philipsen und Filippo Ganna nach rund 30 Kilometern im Sektor Verchain-Maugré à Quérénaing zum Hauptfeld auf.

### Vorentscheidung
Bereits am Sektor 20 (Haveluy à Wallers) kam es zu den ersten Angriffen der Favoriten. Nachdem Mads Pedersen (Lidl-Trek) das Tempo forciert hatte, griff Tadej Pogačar (UAE Team Emirates-XRG) an, wodurch das Peloton in mehrere Gruppen zerfiel. Es bildete sich nun rund 100 Kilometer vor dem Ziel eine kleine Favoritengruppe, die den Wald von Arenberg mit einem Rückstand wenigen Sekunden erreichte. Auf dem ersten 5-Sterne-Sektor kam es zu weiteren Angriffen von Tadej Pogačar und Mathieu van der Poel (Alpecin-Deceuninck), wodurch die verbliebene Lücke zu den Ausreißern geschlossen wurde. Während Mads Pedersen den Tempoverschärfungen folgen konnte, fielen bekannte Fahrer wie Wout van Aert, Stefan Küng (Groupama-FDJ) und Joshua Tarling (Ineos Grenadiers) zurück. Filippo Ganna befand sich zu diesem Zeitpunkt ebenfalls in einer abgehängten Gruppe, da er bereits auf dem Abschnitt Haveluy à Wallers zurückgefallen war.
Nachdem Wald von Arenberg formierte sich eine zehn Fahrer umfassende Spitzengruppe, in der neben Mathieu van der Poel, Tadej Pogačar, Mads Pedersen und Stefan Bissegger (Decathlon AG2R La Mondiale) auch die ehemaligen Ausreißer Oier Lazkano, Jonas Rutsch, Markus Hoelgaard, Jasper De Buyst, Rory Townsend und Abram Stockman vertreten waren. Dahinter folgten mit Jasper Philipsen, Joshua Tarling, Florian Vermeersch (UAE Team Emirates-XRG), Matthew Brennan (Visma-Lease a Bike), Tim van Dijke (Red Bull-Bora-hansgrohe) und Yevgeniy Fedorov (XDS Astana) sechs weitere Fahrer, die die Lücke noch vor dem anschließenden Sektor (Wallers à Hélesmes) schließen konnten.
Auf dem Sektor 19 hielt Mads Pedersen das Tempo hoch, wodurch weitere abgehängte Fahrer wie Wout van Aert und Stefan Küng Probleme hatten die Lücke zu den Spitzenreitern zu schließen. Nachdem die Fahrer das Kopfsteinpflaster verlassen hatten, trat Mathieu van der Poel rund 88 Kilometer vor dem Ziel an und setzte sich gemeinsam mit Tadej Pogačar, Mads Pedersen, Jasper Philipsen und Stefan Bissegger von den übrigen Fahrern ab. Das Quintett arbeitete gut zusammen und fuhr rasch einen Vorsprung von knapp 30 Sekunden heraus, während sich dahinter eine größere Verfolgergruppe formierte.
Nachdem die Spitzenreiter ihren Vorsprung auf fast eine Minute ausgebaut hatten, trat Tadej Pogačar auf dem Sektor 15 (Tilloy à Sars-et-Rosières) erneut an. Bei dem Versuch dem Weltmeister zu folgen, erlitt Mads Pedersen einen Reifenschaden und fiel zurück. Da auch Jasper Philipsen und Stefan Bissegger dem Antritt nicht folgen konnten, schloss Mathieu van der Poel die Lücke und setzte sich mit dem Slowenen rund 70 Kilometer vor dem Ziel von den restlichen Fahrern ab. Nachdem sie den Sektor verlassen hatte, verweigerte er jedoch die Führungsarbeit, wodurch sein Teamkollege Jasper Philipsen noch einmal zu der Spitze des Rennens aufschloss. Zu dritt vergrößerten Mathieu van der Poel, Tadej Pogačar und Jasper Philipsen ihren Vorsprung gegenüber den Verfolgern auf eineinhalb Minuten.

### Finale Rennphase
Rund 46 Kilometer vor dem Ziel fiel Jasper Philipsen im zweiten 5-Sterne-Sektor von Mons-en-Pévèle zurück. Im Anschluss forcierte Tadej Pogačar das Tempo auf den nachfolgenden Kopfsteinpflaster-Passagen, konnte Mathieu van der Poel jedoch nicht distanzieren. Auf dem Sektor 9 (Pont-Thibaut à Ennevelin) fuhr der Slowene 38 Kilometer vor dem Ziel zu schnell in eine Rechtskurve und kam zu Sturz. Obwohl er das Rennen rasch wieder aufnehmen konnte, betrug sein Rückstand am Ende des Sektors rund 20 Sekunden, wobei Mathieu van der Poel als Solist an der Spitze des Rennens verblieb. Zunächst konnte der Tadej Pogačar wieder etwas aufholen, ehe er nach und nach mehr Zeit verlor und den Carrefour de l’Arbre (Sektor 4) mit einem Rückstand von mehr als 40 Sekunden erreichte. Auch ein Platten auf dem letzten 5-Sterne-Sektor konnte Mathieu van der Poel nun nicht mehr stoppen, der zum dritten Mal in Folge als Sieger auf der Radrennbahn von Roubaix einfuhr. Er gewann das Rennen schlussendlich mit einem Vorsprung von einer Minute und 18 Sekunden vor Tadej Pogačar, der sich auf den letzten Kilometern gegenüber den Verfolgern behaupten konnte. Nachdem nach Stefan Bissegger auch Jasper Philipsen von der Verfolgergruppe eingeholt worden war, zerfiel diese auf den abschließenden Sektoren. Dabei präsentierten sich Mads Pedersen, Wout van Aert und Florian Vermeersch als die stärksten Fahrer, wobei sich ersterer im Sprint um den dritten Platz durchsetzte. Sein Rückstand betrug schlussendlich zwei Minuten und elf Sekunden.
| Platz | Fahrer               | Nation | Team                            | Zeit                   |
| ----- | -------------------- | ------ | ------------------------------- | ---------------------- |
| 01.   | Mathieu van der Poel | NED    | Alpecin-Deceuninck              | 5:25:58 h (46,92 km/h) |
| 02.   | Tadej Pogačar        | SLO    | UAE Team Emirates-XRG           | + 1:18 min             |
| 03.   | Mads Pedersen        | DEN    | Lidl-Trek                       | + 2:11 min             |
| 04.   | Wout van Aert        | BEL    | Team Visma-Lease a Bike         | "                      |
| 05.   | Florian Vermeersch   | BEL    | UAE Team Emirates-XRG           | "                      |
| 06.   | Jonas Rutsch         | GER    | Intermarché-Wanty               | + 3:46 min             |
| 07.   | Stefan Bissegger     | CHE    | Decathlon AG2R La Mondiale Team | "                      |
| 08.   | Markus Hoelgaard     | NOR    | Uno-X Mobility                  | "                      |
| 09.   | Fred Wright          | GBR    | Bahrain Victorious              | + 4:35 min             |
| 10.   | Laurenz Rex          | BEL    | Intermarché-Wanty               | + 4:36 min             |
| 11.   | Jasper Philipsen     | BEL    | Alpecin-Deceuninck              | + 4:38 min             |
| 12.   | Marco Haller         | AUT    | Tudor Pro Cycling Team          | + 4:43 min             |
| 13.   | Filippo Ganna        | ITA    | Ineos Grenadiers                | + 4:45 min             |
| 14.   | Madis Mihkels        | EST    | EF Education-EasyPost           | "                      |
| 15.   | Biniam Girmay        | ERI    | Intermarché-Wanty               | "                      |
| 16.   | Mike Teunissen       | NED    | XDS Astana Team                 | "                      |
| 17.   | Daan Hoole           | NED    | Lidl-Trek                       | "                      |
| 18.   | Mick van Dijke       | NED    | Red Bull-Bora-hansgrohe         | "                      |
| 19.   | Marius Mayrhofer     | GER    | Tudor Pro Cycling Team          | "                      |
| 20.   | Taco van der Hoorn   | NED    | Intermarché-Wanty               | "                      |

## Vergabe der UCI-Punkte
Paris–Roubaix 2025 ist Teil der UCI WorldTour 2025. Nach dem Rennen wurden UCI-Punkte vergeben, die sich auf die Platzierung der Fahrer und Mannschaften im UCI Ranking auswirkten. Die Punktevergabe erfolgte nach folgendem Schlüssel:
| Platzierung  | 1.  | 2.  | 3.  | 4.  | 5.  | 6.  | 7.  | 8.  | 9.  | 10. | Anmerkung                               |
| ------------ | --- | --- | --- | --- | --- | --- | --- | --- | --- | --- | --------------------------------------- |
| Tageswertung | 800 | 640 | 520 | 440 | 360 | 280 | 240 | 200 | 160 | 135 | gestaffelt bis zum 60. Platz (5 Punkte) |